# 1450
1450 (MCDL) a fost un an comun al calendarului iulian, care a început într-o zi de joi.

Imperiul Bizantin în 1450

## Evenimente
- 15 aprilie: Războiul de 100 de ani. Bătălia de la Formigny (Franța). Victorie decisivă a francezilor, sub comanda lui Charles de Clermont și cu sprijinul ducelui Artur al III-lea de Bretania, asupra englezilor conduși de Thomas Kyriell; utilizarea tunurilor se dovedește decisivă.
- 14 mai-23 noiembrie: Asediul Krujei (Albania). Conduși de Skanderbeg și sprijiniți de contele Vrana Konti din Napoli, albanezii resping atacul sultanului otoman Murad al II-lea.
- Răscoala lui Cade. Formă de protest împotriva guvernării regelui Henric al VI-lea al Angliei, organizat de irlandezul Jack Cade, în fruntea micilor proprietari locali, nemulțumiți de taxele și prețurile mari.

## Nașteri
- Bartolomeu Diaz, mare explorator geografic (d. 1500)

## Decese
- 17 februarie: Sejong cel Mare de Joseon  (n. 1397)
- 18 februarie: Agnès Sorel  (n. 1422)